# Cột thu lôi

Mô hình hệ thống bảo vệ sét đánh đơn giản.

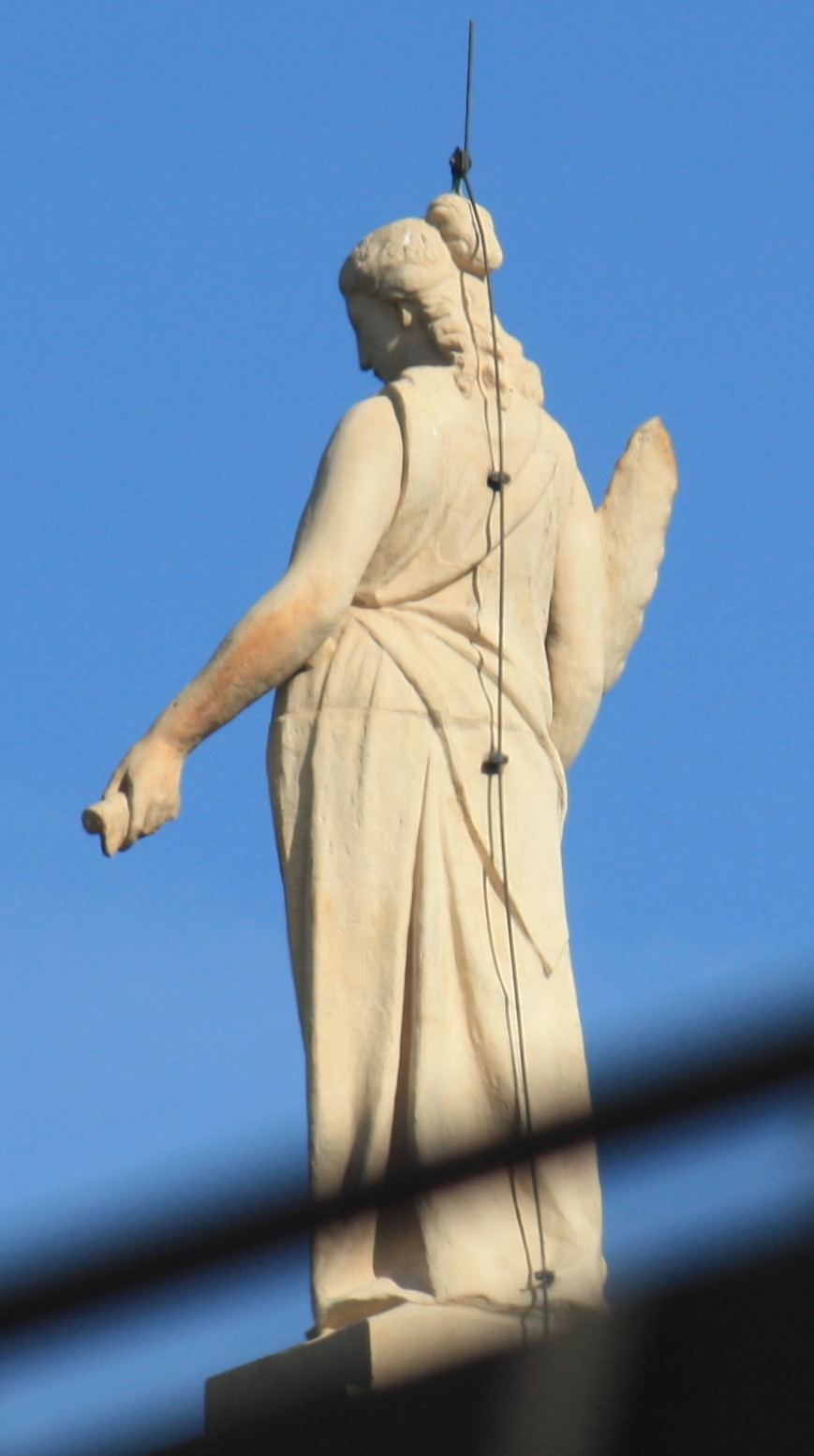
Tượng tại Quốc hội Bayern

Cột thu lôi hay cột chống sét là một thanh kim loại hoặc vật bằng kim loại được gắn trên đỉnh của một tòa nhà, điện ngoại quan bằng cách sử dụng một dây dẫn điện để giao tiếp với mặt đất hoặc "đất" thông qua một điện cực, thiết kế để bảo vệ tòa nhà trong trường hợp sét tấn công. Sét sẽ đánh xuống mục tiêu là công trình xây dựng và sẽ đánh vào cột thu lôi rồi được truyền xuống mặt đất thông qua dây dẫn, thay vì đi qua tòa nhà, nơi nó có thể bắt đầu một đám cháy hoặc giật điện gây ra. Đây là một công cụ rất hữu ích với con người, có thể giúp chúng ta giảm thiểu nguy cơ từ sét.

## Sự ra đời
Cột chống sét ra đời vào năm 1752 bởi nhà khoa học người Mỹ Benjamin Franklin. Khi đó, ông đã làm thí nghiệm về điện trong khí quyển rất nổi tiếng. Ông đã buộc một chiếc diều vào một chiếc cột nhà, ở đó ông cũng buộc một chiếc chìa khóa. Sau đó, cơn giông ập tới, mưa bắt đầu xối xả, thám ướt vào chiếc dây của diều. Sấm sét lúc đó cũng rất đáng sợ, đánh vào con diều. Do bị ẩm ướt nên con diều có khả năng dẫn điện. Franklin đã sờ vào chìa khóa đã cảm thấy bị điện giật rất đáng sợ. Sau đó, ông dùng chai Leyden (hình thức ban đầu của tụ điện) để tích điện và đã tích một lượng điện lớn. Benjamin Franklin thực hiện thí nghiệm này với con trai là William Franklin. Thật may mắn cho Benjamin vì 1 năm sau đó, nhà vật lý người Nga gốc Đức Georg Wilhelm Richmann đã bị sét đánh chết khi cũng thực hiện thí nghiệm tương tự.
Nhờ có thí nghiệm nói trên, Benjamin Franklin đã mạnh dạn sử dụng cột thu lôi đầu tiên tại Philadelphia. Sau nhiều ngày dông bão, căn nhà của ông, nơi đặt chiếc cột thu lôi đó, không hề bị ảnh hưởng. Thấy vậy, dân chúng vùng Philadelphia cũng làm theo. Dần dần, cột thu lôi trở nên phổ biến.
Sau này, Benjamin Franklin đã cho thấy sự hữu ích của cột thu lôi trong cuốn The Poor Richard Almanach.

## Cấu tạo
Cột thu lôi gồm có một cái thanh kim loại dài nối từ đỉnh của một công trình đến mặt đất. Ở trên cùng, cột thu lôi có một cái đầu nhọn để có thể tập trung tia sét. Sau này, để tăng mức độ an toàn, người ta cho lắp thêm một cái vỏ bên ngoài bằng sứ, ngăn chặn những ảnh hưởng có thể có của sét vào các công trình. 

## Nguyên lý hoạt động
Cột thu lôi chỉ hoạt động khi có trận giông bão. Lúc ấy, các đám mây đã tích điện tích âm và mặt đất tích điện tích dương do hưởng ứng tĩnh điện. Giữa mây và mặt đất có hiệu điện thế rất lớn. Khi đó, sét được hình thành. Những chỗ nhô cao trên mặt đất giống như những mũi nhọn là nơi có điện trường mạnh nhất (vì điện tích hưởng ứng phân bố chủ yếu ở đấy). Sau khi hình thành, kênh dẫn bậc hay tiên đạo của sét sẽ di chuyển từ đám mây xuống và mở đường cho tia sét đánh xuống đất. Kênh dẫn bậc bị thu hút bởi những chỗ nhô cao nên sét đánh vào những chỗ đó nhiều nhất (chính vì vậy khi khi có sấm sét dữ dội ta không nên đứng trên nhô đất cao hoặc trú dưới gốc cây mà nên nằm xuống đất). Khi đó, cái mũi nhọn của chiếc cột thu lôi sẽ phát huy tác dụng. Do cao và nhọn, cột thu lôi sẽ có điện trường lớn, nên sét sẽ đánh vào đó. Sau khi bị sét đánh, nó dẫn dòng điện ấy xuống dưới mặt đất. Dòng điện ấy sẽ được trung hòa về điện, bởi lúc này đất mang điện tích dương, còn dòng điện trong cột thu lôi mang điện tích âm.

## Tác dụng
Phạm vi bảo vệ của hệ thu lôi là khoảng không gian quanh hệ thu lôi, bao bọc và bảo vệ về mặt chống sét cho công trình và người ở bên trong, được xác định bằng thực nghiệm.
Phạm vi bảo vệ của hệ thu lôi phụ thuộc vào chiều cao của cột thu lôi (cao độ đỉnh kim). Cột thu lôi càng cao thì phạm vi bảo vệ càng lớn.

### Hệ một kim thu lôi độc lập

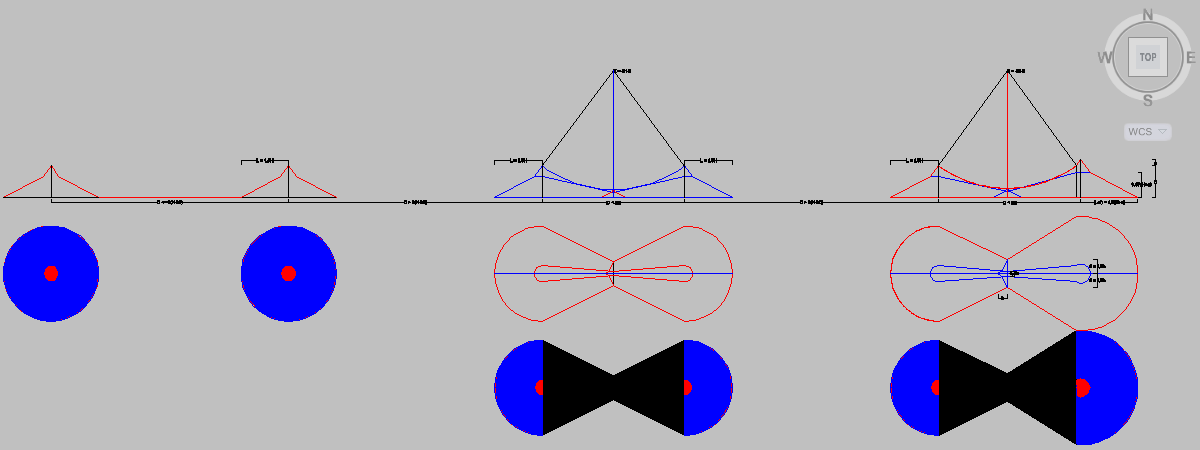
Phạm vi bảo vệ của các hệ thu lôi: cột thu lôi độc lập, hệ 2 cột cao bằng nhau, hệ 2 cột cao khác nhau.

Theo lý thuyết của Benjamin Franklin, phạm vi bảo vệ của một kim thu lôi độc lập là phần không gian nằm bên trong mặt tròn xoay quanh trục là kim thu lôi chiều cao H, tạo bởi đường sinh là đường cong có phương trình là:
rx=1,6pH(H-hx)/(H+hx) với p=1,0 khi 0≤hx≤H≤30,0 (m) và p=5,5/H0,5 khi H>30 (m).
trong đó: hx và rx là cao độ và bán kính đường tròn trên mặt chiếu bằng tâm là kim thu lôi, của từng điểm x trên đường sinh.
Lý thuyết hiện đại, lấy gần đúng đường sinh tạo thành phạm vi bảo vệ của kim thu lôi, là đường thẳng (TCXDVN 46:2007) hay đường thẳng gãy khúc (TCXD 46:1984). Tiêu chuẩn thiết kế chống sét Việt Nam TCXD 46:1984, coi đường sinh phạm vi bảo vệ cột thu lôi độc lập là đường gãy khúc có phương trình là:
rx=1,50(H-1,25hx); với 0≤hx≤0,667H, góc bảo vệ là 56,310o
rx=0,75(H-1,00hx); với 0,667H≤hx≤H, góc bảo vệ là 36,870o
Tiêu chuẩn thiết kế chống sét Việt Nam TCXDVN 46:2007, coi đường sinh phạm vi bảo vệ cột thu lôi độc lập là đường thẳng nghiêng với phương thẳng đứng của kim một góc bảo vệ là 45o. Tiêu chuẩn TCVN 46:2007, xem xét tới diện tích mặt bằng phạm vi bảo vệ ở cao độ chân cột thu lôi (có thể ở cốt nền mặt đất hoặc có thể là mái công trình).
Nếu so sánh trên cùng một diện tích hình tròn mặt bằng phạm vi bảo vệ ở cao độ chân cột thu lôi, của các trường hợp áp dụng TCXD 46:1984 và TCXDVN 46:2007 và tiêu chuẩn TCVN 9385-2012 với nhau, thì chiều cao yêu cầu của cột thu lôi độc lập theo tiêu chuẩn TCXDVN 46:2007 và tiêu chuẩn TCVN 9385-2012 là Hc, cao gấp rưỡi chiều cao cột yêu cầu theo tiêu chuẩn 1984 là H, (Hc=1,5H). Như vậy, để bảo vệ chống sét cho cùng một diện tích mặt bằng chân cột thu lôi đơn, thì tiêu chuẩn TCXDVN 46:2007 và tiêu chuẩn TCVN 9385-2012, yêu cầu an toàn hơn.

### Hệ hai kim thu lôi cao bằng nhau kết hợp bảo vệ

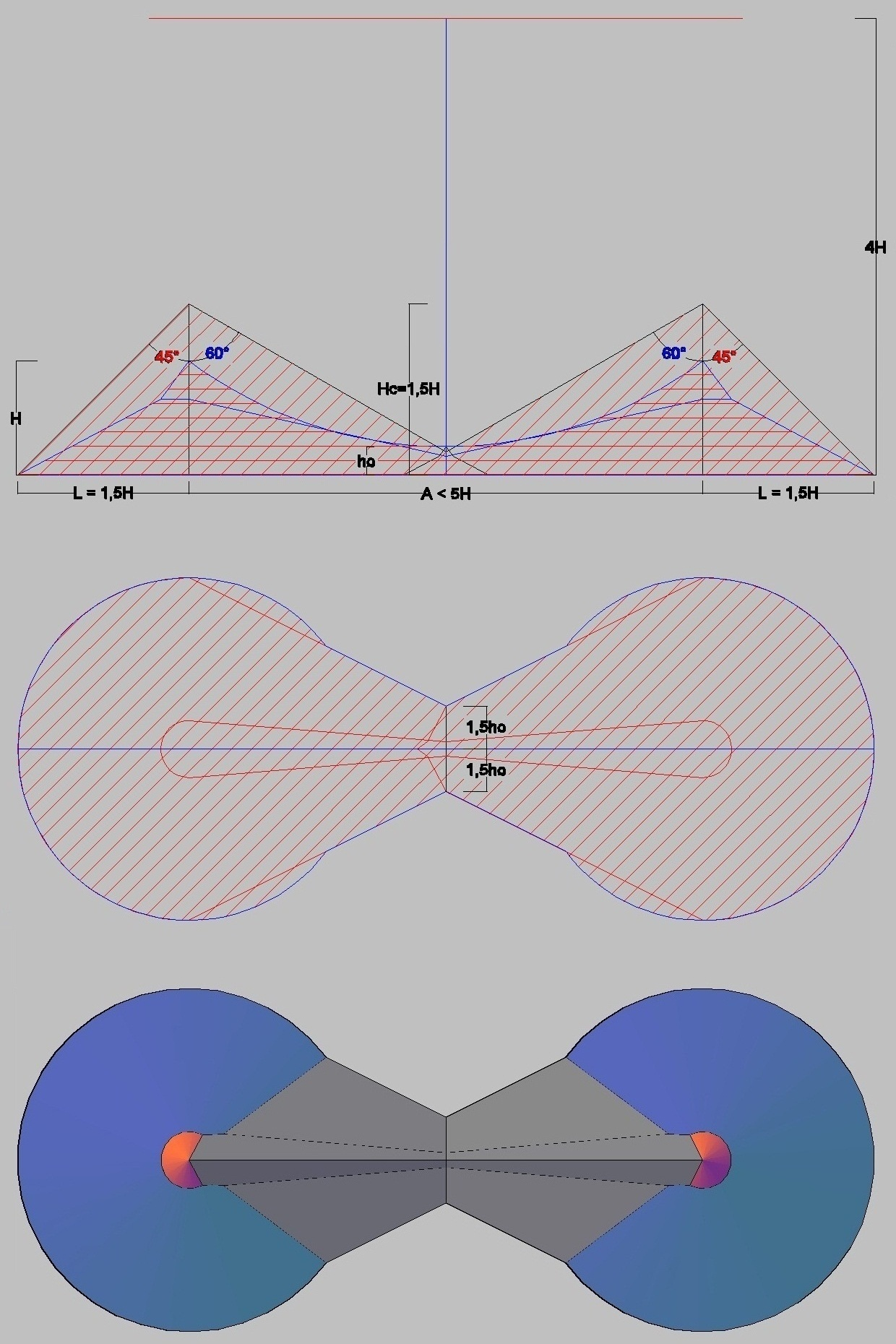
Phạm vi bảo vệ của hệ thu lôi 2 kim cao bằng nhau H hoặc Hc=1,5H, nằm cách nhau một khoảng A≤5,0H. (H là theo tiêu chuẩn thiết kế chống sét Việt Nam TCXD 46:1984, trang 23-24, và Hc là theo Tiêu chuẩn TCXDVN 46:2007).

Theo TCXD 46:1984, khi hai kim thu lôi cao bằng nhau, đặt cách nhau một khoảng cách đủ nhỏ (nhỏ hơn giới hạn được xác định bên dưới), nhưng có thể vẫn lớn hơn đường kính hình tròn mặt bằng phạm vi bảo tại chân cột (bằng 3H), thì ngoài các phạm vi bảo vệ hình nón quanh từng cột (giống như cột độc lập), ở giữa khoảng 2 cột phạm vi bảo vệ còn được mở rộng tạo thành vùng phạm vi bảo vệ kết hợp là không gian nằm bên dưới một mặt bậc hai có dạng yên ngựa. Đường sinh trên mặt đứng đi qua trục nối 2 cột, của mặt cong yên ngựa này được lấy là đường cung tròn có tâm nằm trên trung trực của khoảng cách hai cột trên mặt bằng, và nằm ở cao độ 4H (4 lần chiều cao cột thu lôi). Theo tiêu chuẩn TCXD 46:1984, đường sinh trên mặt đứng đi qua trục nối 2 cột, của mặt cong yên ngựa (hyperbolic paraboloid) này được lấy là đường cung tròn bán kính R, có tâm nằm trên đường trung trực của khoảng cách hai cột trên mặt bằng A, và nằm ở cao độ 4H (4 lần chiều cao cột thu lôi). Điểm thấp nhất của đường sinh này, nằm tại trung điểm khoảng cách 2 cột trên mặt bằng A, có cao độ ho được xác định là:
ho=4H – ((0,25A2+9H2)1/2)={\displaystyle 4H-{\sqrt {(0,25A^{2}+9H^{2})}}}
Với A là khoảng cách 2 cột trên mặt bằng. Khoảng cách A càng lớn ho càng nhỏ (khi ho=0 thì 2 cột trở về trường hợp độc lập không còn tạo thành hệ kết hợp nữa). Do đó, điều kiện để hai cột bằng nhau kết hợp bảo vệ là:
A≤((28)1/2)H=5,29H
Tiêu chuẩn TCXDVN 46:2007 lấy đường sinh trên là đường thẳng gãy khúc, hợp bởi góc bảo vệ 60o từ đỉnh mỗi cột, vào bên trong khoảng 2 cột. Do đó, tg60o=1,732=A/(2(Hc – ho)), điều kiện để 2 cột bằng nhau kết hợp bảo vệ theo tiêu chuẩn 2007, là: 
A≤3,4641Hc
(và nếu lấy chiều cao cột thu lôi theo tiêu chuẩn TCXDVN 46:2007 gấp rưỡi chiều cao cột theo tiêu chuẩn 1984, (Hc=1,5H), thì:A≤5,196H=3,464Hc).
Phạm vi bảo vệ kết hợp bên trong giữa hai cột mặc dù được giới hạn bởi mặt bậc hai, nhưng trong các tiêu chuẩn chống sét 1984 và 2007 đều coi gần đúng giao tuyến của mặt cong này với mặt bằng cao độ chân cột là đường thẳng gấp khúc đối xứng vơi nhau qua trục nối hai cột và qua đường trung trực của trục này. Các đường thẳng này tạo thành vùng diện tích mặt bằng bảo vệ kết hợp ở chân cột thu lôi, mở rộng và nối liền hai diện tích hình tròn phạm vị bảo vệ tại chân mỗi cột với nhau, trong khoảng giữa hai cột. Phương trình của các đoạn thẳng biên được xác định là:
bx=1,5(H – 2(H – ho)x/A); Với 0≤x≤A/2, bx là bán kính (hay bề rộng) phạm vi bảo vệ kết hợp trong khoảng giữa 2 cột tại cao độ chân cột về mỗi phía của trục 2 cột (bx tại tâm chân cột bằng 1,5H, và tại điểm giữa khoảng cách 2 chân cột bằng 1,5ho).
Tiêu chuẩn chống sét mới nhất là TCVN 9385-2012 kế thừa TCXDVN 46:2007 và bổ sung điều kiện áp dụng vùng bảo vệ và góc bảo vệ nghiêm ngặt hơn cho tiêu chuẩn TCXDVN 46:2007.

### Hệ hai kim thu lôi cao khác nhau kết hợp bảo vệ

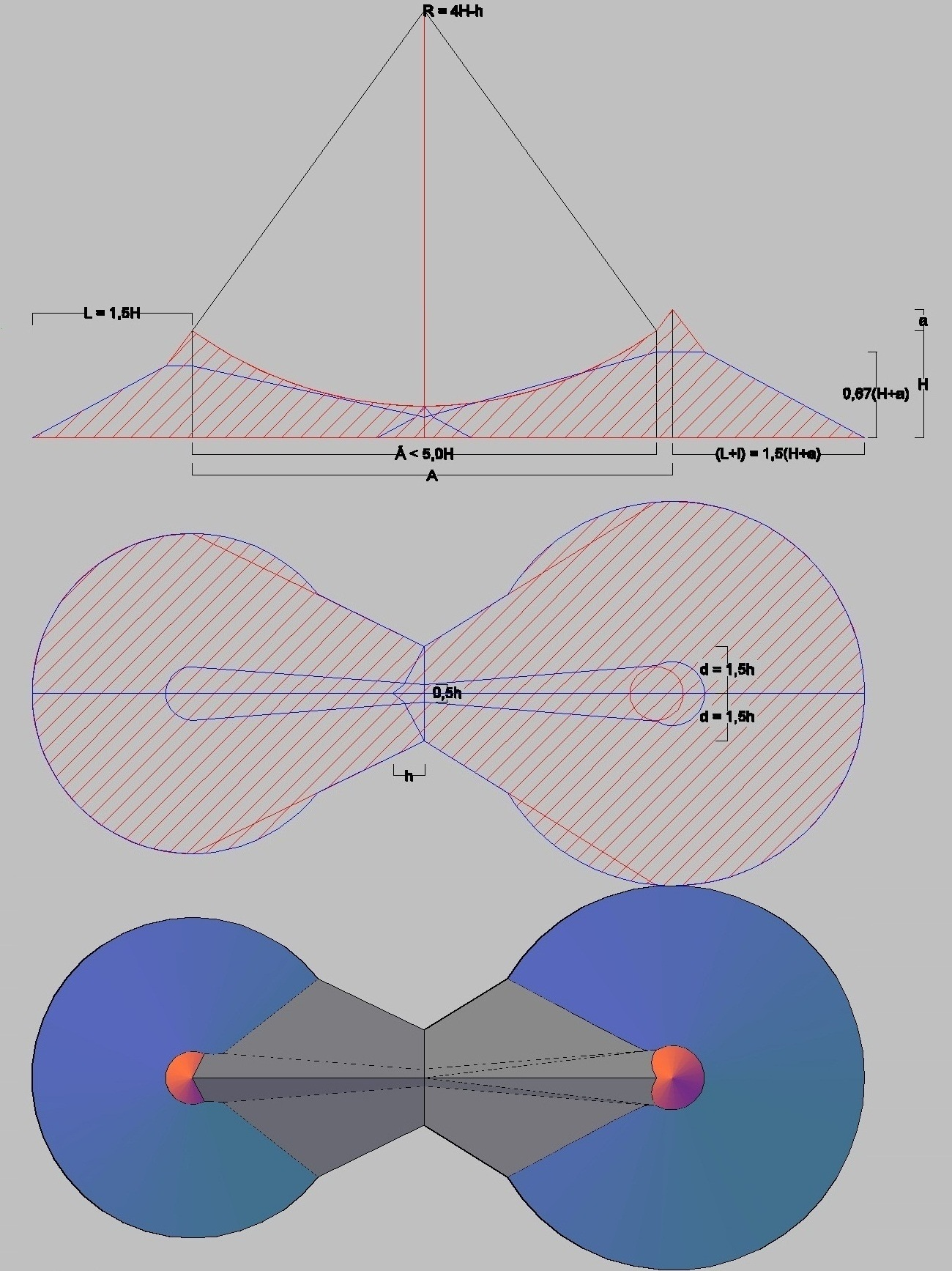
Hệ hai cột thu lôi cao khác nhau kết hợp bảo vệ, theo TCVN 46:1984.

Từng cột thu lôi riêng rẽ có phạm vi bảo vệ độc lập giống như cột đơn, nên vùng không gian phía ngoài khoảng 2 cột về mỗi cột phạm vi bảo vệ của hệ giống như trường hợp từng cột đứng độc lập.

### Hệ nhiều kim thu lôi cao bằng nhau kết hợp bảo vệ

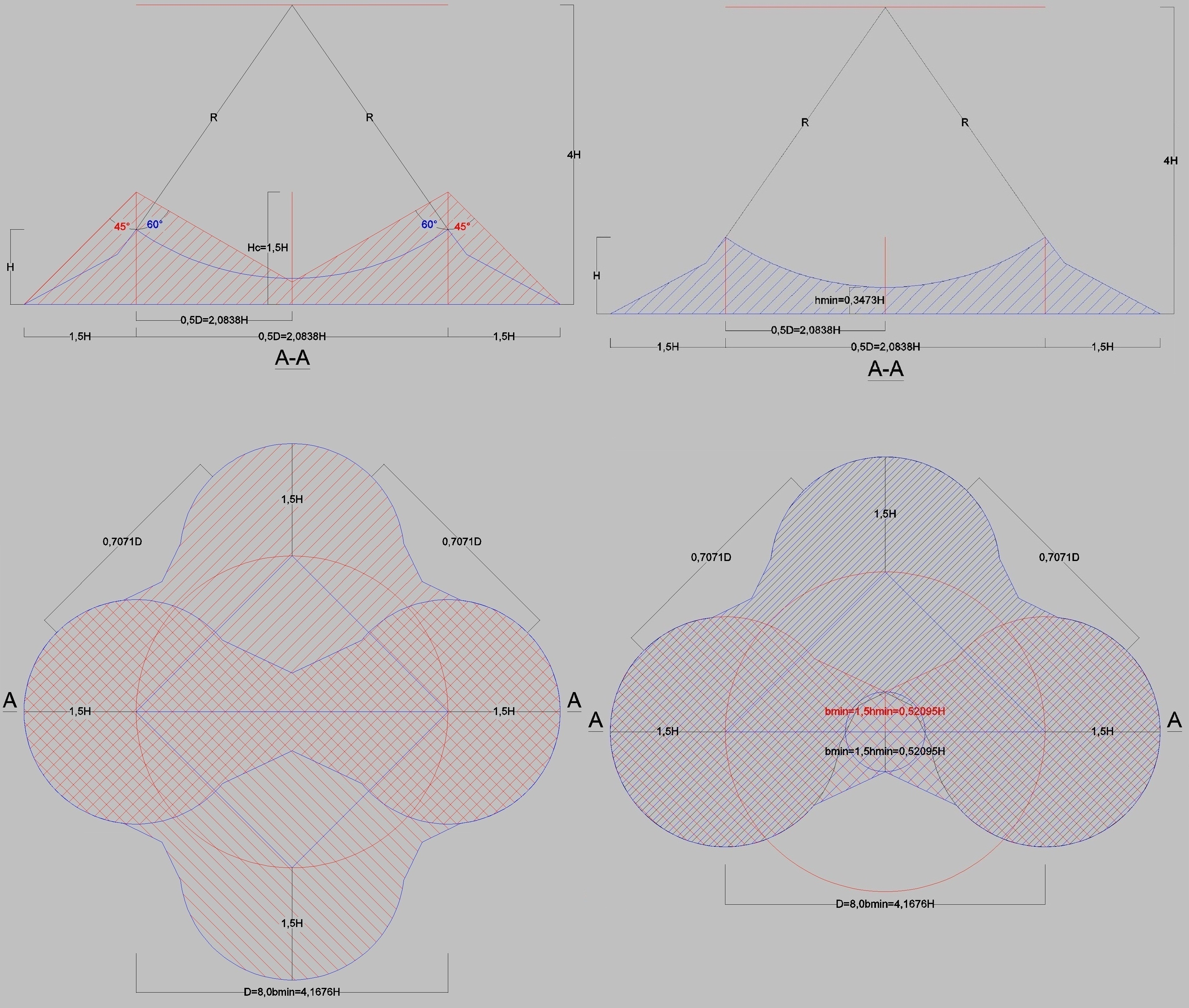
Phạm vi bảo vệ của hệ thu lôi 3 kim đều cao bằng H (theo tiêu chuẩn TCXD 46:1984), và hệ thu lôi 4 kim đều cao Hc=1,5H (theo tiêu chuẩn TCXDVN 46:2007), cùng nằm trên đường tròn ngoại tiếp đường kính là D=8bmin=4,1676H.

Phạm vi bảo vệ của hệ 3 cột (kim) thu lôi thành tam giác hay nhiều cột thành đa giác kết hợp bảo vệ, được hình thành bởi sự kết hợp tất cả các phạm vi bảo vệ kết hợp của các cặp đôi kim thu lôi đặt tại các đỉnh của tam giác hay đa giác đó. Nếu là các đa giác thì hệ luôn có thể chia thành các tam giác kim thu lôi. Trong một tam giác kim thu lôi luôn có duy nhất một đường tròn ngoại tiếp tam giác thu lôi đi qua chân của tất cả các cột. Để đảm bảo an toàn thì tất cả ba cặp đôi phạm vi bảo vệ kết hợp (trên các cạnh tam giác) phải kết hợp phủ kín hết vùng diện tích mặt bằng bên trong hình tam giác kim thu lôi đó. Điều này liên quan tới 3 bán kính nhỏ nhất (bmin1, bmin2, bmin3) của phạm vi bảo vệ kết hợp trên mỗi cạnh tam giác (là khoảng các giữa 2 cột trong 1 cặp) tại cao độ chân cột về mỗi phía của trục 2 cột (cạnh tam giác). Các bán kính nhỏ nhất này đạt được tại vị trí trung điểm của mỗi cạnh tam giác thu lôi và bmin1=1,5ho1=1,5(4H - ((0,25(A1)2+9H2)1/2)), bmin2=1,5ho2=1,5(4H - ((0,25(A2)2+9H2)1/2)), bmin3=1,5ho3=1,5(4H - ((0,25(A3)2+9H2)1/2)). Với H là chiều cao cần thiết của các cột thu lôi; và A1, A2, A3 là các cạnh của tam giác thu lôi. Các bán kính nhỏ nhất này càng nhỏ khi các cạnh tam giác càng lớn. Cạnh tam giác lớn nhất khi nó đạt tới giá trị là đường kính D của đường tròn ngoại tiếp tam giác, tức là trường hợp 2 trong 3 cột thu lôi nằm trên đường kính D của đường tròn ngoại tiếp, hay tam giác thu lôi là tam giác vuông. Trường hợp tam giác thu lôi là tam giác vuông cân, thì bán kính bảo vệ bmin =1,5(4H - ((0,25D2+9H2)1/2))={\displaystyle 1,5(4H-{\sqrt {(0,25D^{2}+9H^{2})}})} sẽ đảm bảo việc phủ kín hết vùng diện tích mặt bằng bên trong hình tam giác kim thu lôi, khi D=8bmin=4,1676H. Do đó, Tiêu chuẩn chống sét TCVN 46:1984 quy định điều kiện D≤8bmin và bmin≥0 để đảm bảo phạm vi diện tích mặt bằng chân cột ở phía trong tam giác thu lôi được hoàn toàn bảo vệ. Khi đó, chiều cao cột thu lôi yêu cầu H được xác định là:
H≥(D/4,1676) (theo TCXD 46:1984), với D là đường kính đường tròn ngoại tiếp tam giác thu lôi.
Theo tiêu chuẩn TCVN 9385-2012 thì khoảng cách L của lưới ô vuông 4 cột thu lôi cao bằng nhau, (nằm trên đường tròn ngoại tiếp, có đường kính D) phải đảm bảo L ≤ 2Hc. (Hc là chiều cao cột thu sét theo TCXDVN 46:2007 và TCVN 9385-2012.) Do đó D= {\displaystyle {\sqrt {2}}L}≤ 2,828Hc (Theo tiêu chuẩn TCVN 9385-2012) (mà 2,828Hc=2,828.(1,5H)= 4,243H, với H là chiều cao cột thu lôi theo tiêu chuẩn TCXD 46:1984).

### Hệ dây và lưới thu lôi
Cột thu lôi rất có tác dụng trong việc ngăn ngừa và giảm thiểu những thiệt hại do sét gây ra. Tuy nhiên, do sét là dòng điện lên đến hàng triệu vôn nên cột thu lôi không thể nào ngăn chặn hoàn toàn sự đáng sợ của sét. Chính vì vậy, để an toàn đến mức tối đa, chúng ta cần thực hiện các phương pháp an toàn như:
- Rút hết các phích cắm khi cơn giông tới.
- Không sử dụng máy tính xách tay, điện thoại hay máy tính bảng khi sét đến
- Tránh những vật bằng kim loại hoặc ẩm ướt có thể gây nguy hại cho bản thân và người thân như vòi hoa sen.

## Tiêu chuẩn chống sét
Tiêu chuẩn Việt Nam
- TCXD 46:1984
- TCXDVN 46:2007
- 9385-2012.doc TCVN9385-2012:Chống sét cho các công trình xây dựng-Hướng dẫn thiết kế, kiểm tra và bảo trì hệ thống.[liên kết hỏng]

Tiêu chuẩn Hoa Kỳ
- NFPA-780: "Standard for the Installation of Lightning Protection Systems" (2014) (Tiêu chuẩn lắp đặt hệ thống chống sét (2014))
- M440.1-1, Electrical Storms and Lightning Protection, Department of Energy
- AFI 32-1065 - Grounding Systems, U. S. Air Force Space Command
- FAA STD 019e, Lightning and Surge Protection, Grounding, Bonding and Shielding Requirements for Facilities and Electronic Equipment
- Tiêu chuẩn chống sét của UL
  - UL 96: "Standard of Lightning Protection Components" (5th Edition, 2005)
  - UL 96A: "Standard for Installation Requirements for Lightning Protection Systems" (Twelfth Edition, 2007)
  - UL 1449: "Standard for Surge Protective Devices" (Fourth Edition, 2014)
- EN 61000-4-5/IEC 61000-4-5: "Electromagnetic compatibility (EMC) - Part 4-5: Testing and measurement techniques - Surge immunity test"
- EN 62305/IEC 62305: "Protection against lightning"
- EN 62561/IEC 62561: "Lightning Protection System Components (LPSC)"
- ITU-T K Series recommendations: "Protection against interference"
- Tiêu chuẩn nối đất của IEEE
  - IEEE SA-142-2007: "IEEE Recommended Practice for Grounding of Industrial and Commercial Power Systems." (2007)
  - IEEE SA-1100-2005: "IEEE Recommended Practice for Powering and Grounding Electronic Equipment" (2005)
- AFNOR NF C 17-102 Lưu trữ ngày 2 tháng 4 năm 2015 tại Wayback Machine: "Lightning protection - Protection of structures and open areas against lightning using early streamer emission air terminals" (1995)